# Parnac (Lot)
 Parnac  (también así en occitano) es una población y comuna francesa, situada en la región de Mediodía-Pirineos, departamento de Lot, en el distrito de Cahors y cantón de Luzech.

## Demografía
| 352 | 349 | 325 | 350 | 377 | 371 |
| Para los censos de 1962 a 1999 la población legal corresponde a la población sin duplicidades (Fuente: INSEE [Consultar]) |     |     |     |     |     |